# Karp
Karp (Cyprinus carpio) – gatunek słodkowodnej ryby z rodziny karpiowatych (Cyprinidae). Hodowany i poławiany na dużą skalę jako ryba konsumpcyjna.

## Występowanie
Zlewiska mórz Czarnego, Kaspijskiego i Aralskiego. Liczne odmiany hodowlane są rozpowszechnione zarówno w hodowli, jak i w wodach otwartych na całym niemal świecie.
Żyje w głębokich rzekach, starorzeczach, odnogach lub rozlewiskach.

## Historia
Karp, jako gatunek, powstał na drodze naturalnej poliploidyzacji na przełomie trzeciorzędu i czwartorzędu w okolicach Morza Kaspijskiego i wschodniej Anatolii. Forma dzika (sazan) występowała pierwotnie w Europie południowo-wschodniej i Azji zachodniej w zlewiskach mórz Egejskiego, Czarnego, Kaspijskiego i Aralskiego. Najwcześniej karp został udomowiony w Chinach (V w. p.n.e.). Już z roku 350 p.n.e. pochodzą pierwsze wzmianki o karpiu w Europie. Znajdujemy je u Arystotelesa. O karpiu pisze też Pliniusz Starszy (23–79 n.e.) w swojej Historii Naturalnej. W Europie była to pierwsza ryba hodowana w sztucznych stawach, zakładanych przy klasztorach. Od VII do XII wieku nastąpił szybki rozwój rybactwa w majątkach klasztornych Belgii, Francji, Niemiec i na Bałkanach. Jest jedną z najważniejszych ryb hodowlanych.
W Polsce karp jest gatunkiem obcym, sprowadzonym pomiędzy XII a XIII wiekiem, prawdopodobnie z hodowli cystersów czeskich lub morawskich.
Na świecie odławia się ok. 200 tys. ton karpia rocznie. W Polsce stanowi połowę odławianych ryb słodkowodnych. Przez wędkarzy uważany jest za rybę waleczną i przebiegłą.
W Polsce w okresie powojennym został uznany za jedno z podstawowych dań wigilijnych, głównie ze względu na najniższą cenę i łatwość hodowli, która skłoniła ówczesne władze państwowe do jego masowej hodowli na potrzeby świąteczne.
W 2016 Sąd Najwyższy w Polsce wydał wyrok, w którym uznano sprzedaż żywych karpi w torebkach bez wody za znęcanie się nad zwierzętami.

## Budowa

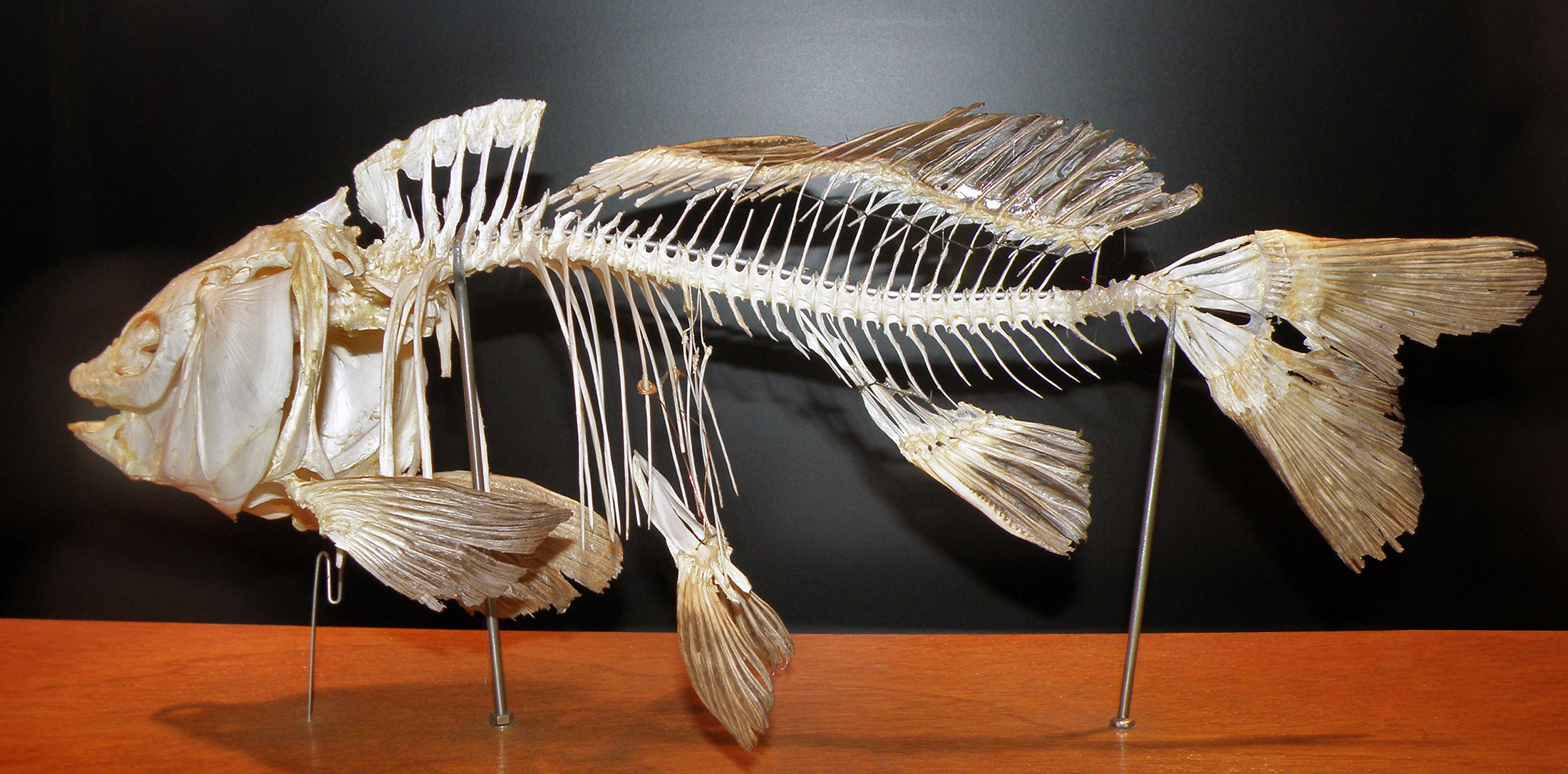
Szkielet karpia

Osiąga ponad 1 m długości i masę ponad 30 kg (największy złowiony ważył 51,2 kg). Najcięższy karp złowiony w Polsce ważył 39,60 kg. Ciało wydłużone, wrzecionowate, prawie okrągłe w przekroju poprzecznym. Otwór gębowy dolny, mięsisty, zaopatrzony w 2 pary wąsików. Łuski cykloidalne, duże, mocno osadzone w skórze. Płetwa grzbietowa jest bardzo długa.
Grzbiet ciemny, zielonkawobrązowy lub szarozielony, boki jaśniejsze, ciemnooliwkowe ze złotym połyskiem, brzuch żółtawo- lub kremowobiały. Płetwy nieparzyste szarawoniebieskie, parzyste czerwonawe.
Liczne odmiany hodowlane karpia odznaczają się często silnie wygrzbieconym i szerokim ciałem oraz różnym stopniem zaniku łusek. Występują odmiany zupełnie bezłuskie lub z łuskami tylko w pobliżu nasad poszczególnych płetw. Wyhodowano również liczne odmiany ozdobne (czerwone, białe, pomarańczowe i wielobarwne).
Niektóre odmiany hodowlane karpia:
- lustrzeń, karp królewski (dawniej karp galicyjski) – odmiana wyhodowana w Polsce, w Kaniowie[11], silnie wygrzbiecone ciało oraz rząd dużych łusek wzdłuż linii bocznej i w okolicach głowy;
- karp pełnołuski;
- karp bezłuski (golec);
- karp koi – ozdobna odmiana w wielu wariantach z efektownym ubarwieniem – białe, zwykle z plamami pomarańczowymi, czerwonymi lub czarnymi. Często hodowana w ozdobnych zbiornikach przydomowych (stawach, sadzawkach i oczkach ogrodowych). Pochodzi z Japonii, ryba ma zwykle 30–40 cm długości, może dochodzić do 75 cm. Poszczególne odmiany hodowlane (ponad 100) różnią się zarówno ubarwieniem, jak i ułuszczeniem. Przebywa przy dnie, gdzie ryje podłoże i wygrzebuje pokarm. Żywi się głównie roślinami i glonami, a także drobnymi zwierzętami wodnymi. Jak wszystkie odmiany hodowlane, koi jest wrażliwy na zimną wodę;
- karp zatorski – unikalna odmiana lokalna. Karp zatorski jest lustrzeniem o ułuszczeniu wieńcowym, strzałkowym lub siodełkowym i ubarwieniu oliwkowo-niebieskim.Karp i jego szkielet, miedzioryt kolorowany (Johann Daniel Meyer, 1748)[12]

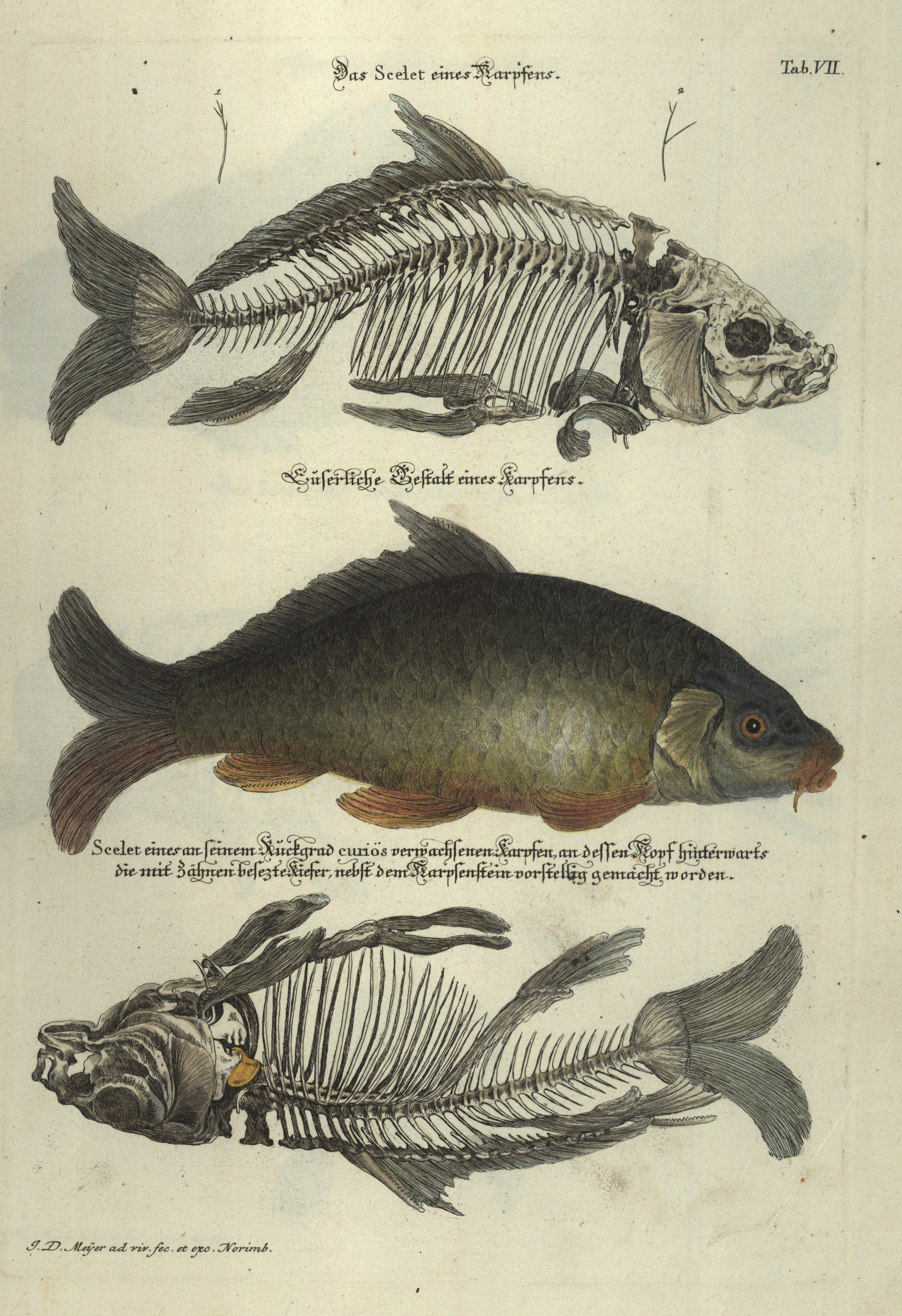
Karp i jego szkielet, miedzioryt kolorowany (Johann Daniel Meyer, 1748)

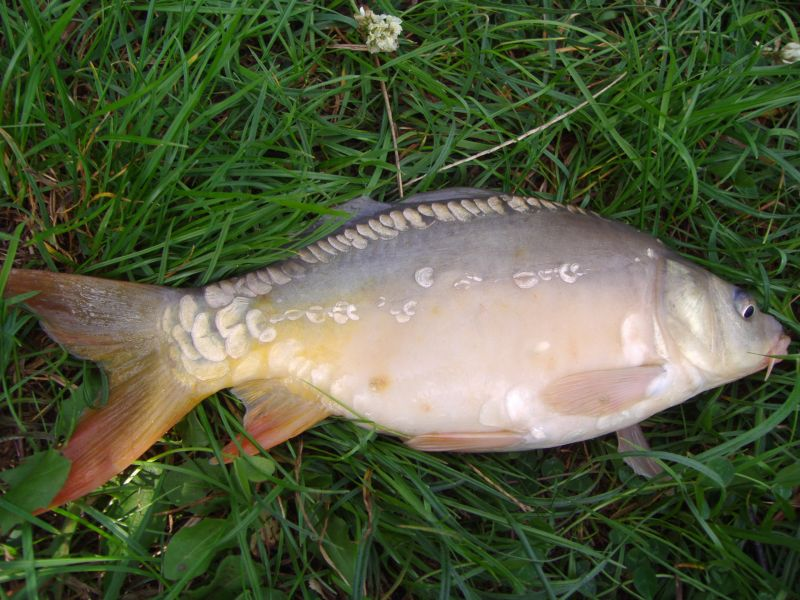
Lustrzeń

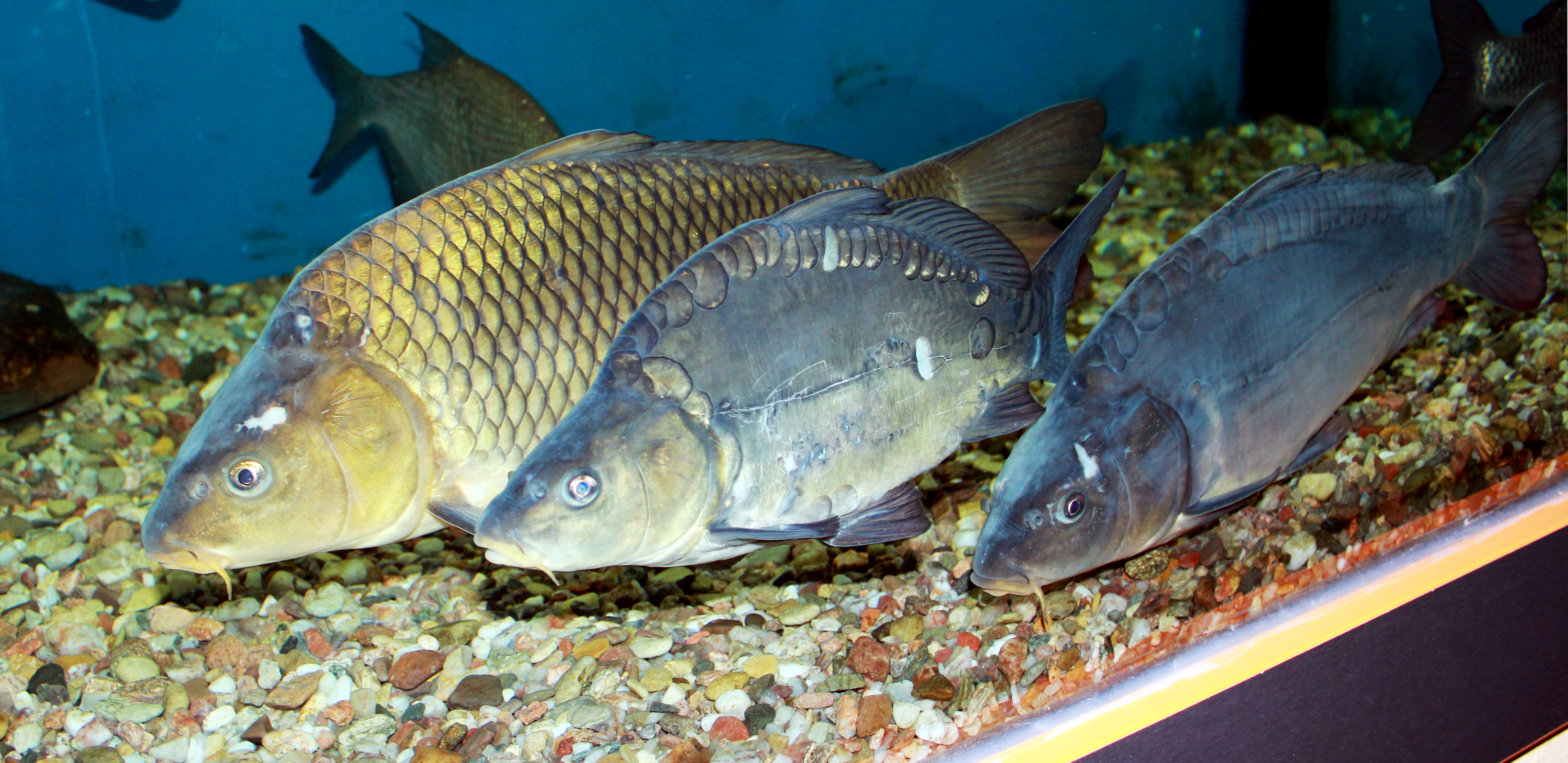
Karpie z Wełtawy

## Odżywianie
Żywi się larwami owadów, mięczakami, skorupiakami, glonami oraz innymi organizmami zwierzęcymi i roślinami.

## Rozród
Dojrzewa w 3–4 roku życia, samce rok wcześniej niż samice. Trze się w maju i czerwcu w płytkiej, silnie zarośniętej wodzie. Tarło przebiega bardzo hałaśliwie, w jego trakcie tarlaki bardzo często wyskakują ponad powierzchnię wody. Ikra jest przyklejana do roślinności wodnej, wylęg następuje po 3–5 dniach. Młode zaraz po wylęgu mierzą około 5 mm, mają duży pęcherzyk żółtkowy oraz specjalne gruczoły, które umożliwiają im przyczepianie się do roślinności wodnej przez okres 3–14 dni, w zależności od odmiany. Po wchłonięciu woreczka żółtkowego odżywiają się planktonem. Po osiągnięciu około 2 cm długości zaczynają odżywiać się fauną denną.

## Choroby
Może być nosicielem wirusa Cyvirus cyprinidallo2 powodującego martwicę układu krwiotwórczego karasi, ale sam nie cierpi na tę chorobę.

## Znaczenie gospodarcze

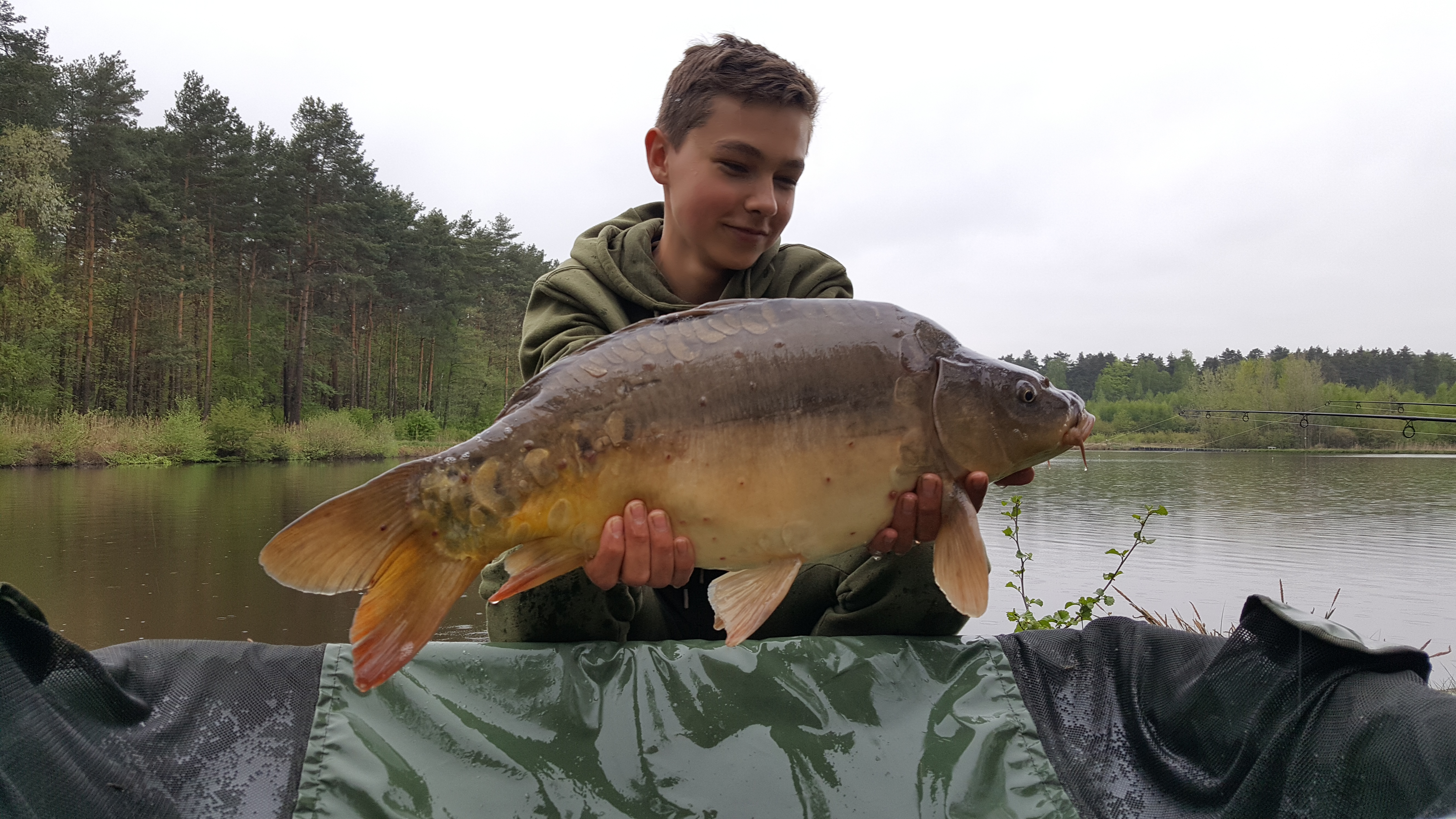
Karp bezłuski.

Karp jest jedną z najważniejszych ryb gospodarczych. Jest hodowany w stawach od tysięcy lat, został wprowadzany do wód otwartych. Chętnie poławiany przez wędkarzy na grunt (tzw. wędkarstwo karpiowe) i spławik.
Karp występuje obecnie w ok. 60 krajach na wszystkich kontynentach (z wyłączeniem Antarktydy). W wielu z nich jest uważany za szkodnika. W Stanach Zjednoczonych oraz w Australii jest uznawany za groźny gatunek inwazyjny. W tym drugim kraju, wobec braku tradycji konsumpcji tej ryby, produkuje się z karpi nawóz. W Polsce karp stanowi 80% zarybień wód otwartych. Budzi to duże kontrowersje, gdyż jest to gatunek obcy i ma niekorzystny wpływ na zbiornik, do którego jest wpuszczany (zamulenie wody oraz degradacja dna).
W 2013 roku w Polsce wyprodukowano 18,8 tys. ton karpia, około tysiąc ton więcej, niż w 2012 r.
| Ilość aminokwasów w 100 g | Ilość aminokwasów w 100 g |
| Nazwa                     | Ilość w mg                |
| ------------------------- | ------------------------- |
| Izoleucyna                | 942                       |
| Leucyna                   | 1432                      |
| Lizyna                    | 1432                      |
| Metionina                 | 546                       |
| Cystyna                   | 206                       |
| Fenyloalanina             | 649                       |
| Tyrozyna                  | 610                       |
| Treonina                  | 786                       |
| Tryptofan                 | 229                       |
| Walina                    | 1129                      |
| Arginina                  | 1063                      |
| Histydyna                 | 384                       |
| Alanina                   | 1118                      |
| Kwas asparaginowy         | 1725                      |
| Kwas glutaminowy          | 2585                      |
| Glicyna                   | 1118                      |
| Prolina                   | 1083                      |
| Seryna                    | 971                       |

## Ochrona w Polsce
- Wymiar oraz okres ochronny: Od 1 stycznia 2020 wymiar oraz okres ochronny tego gatunku określony jest w zezwoleniu, dlatego może być różny dla uchwał konkretnych okręgów PZW[17].
- Limit dziennego połowu: 3 sztuki (razem z brzaną)[18].